# Ізвор (Пловдивська область)
І́звор (болг. Извор) — село в Пловдивській області Болгарії. Входить до складу общини Родопи.

## Населення
За даними перепису населення 2011 року у селі проживала 101 особа, з них 95 осіб (97,9%) — болгари.
Розподіл населення за віком у 2011 році:
Динаміка населення: